# Bilećské jezero

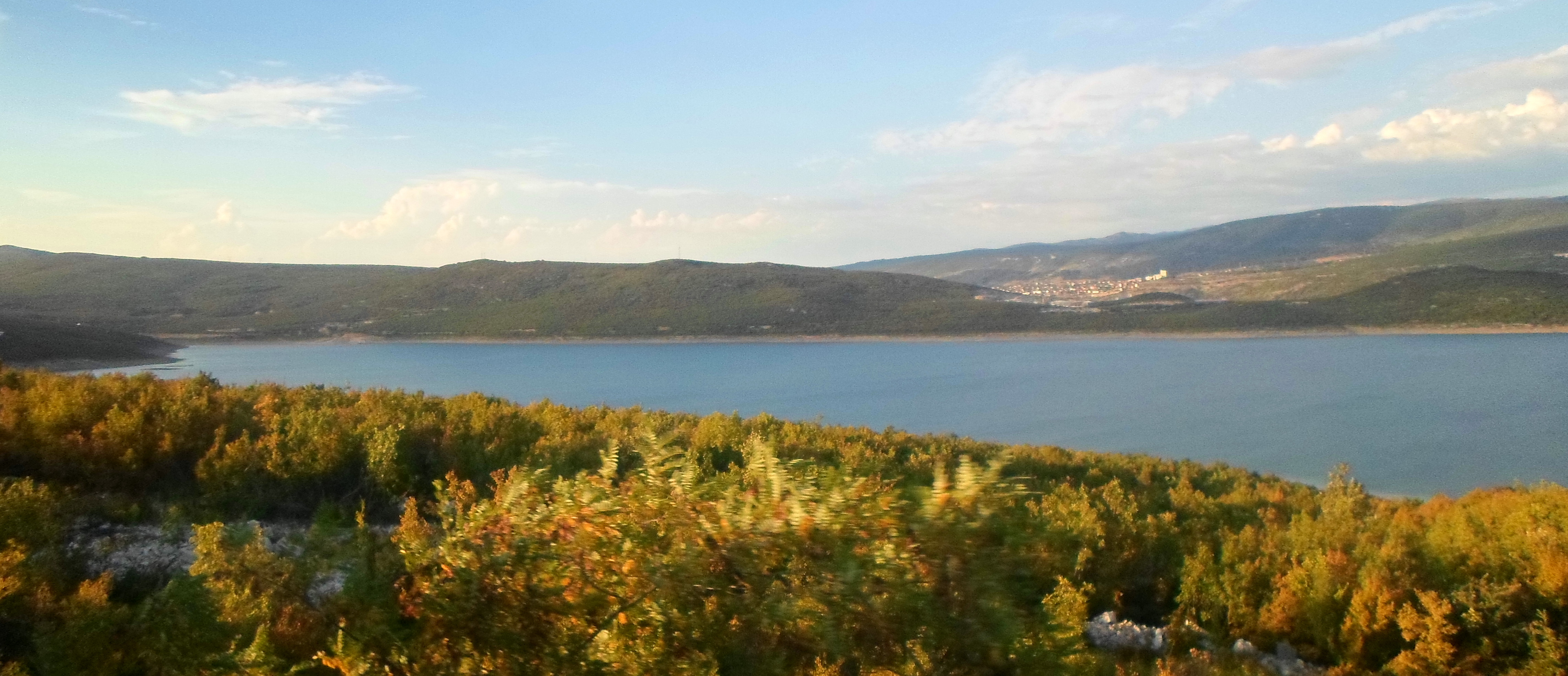
Jezero s okolní krajinou.

Bilećské jezero (srbsky Bилећко језеро/Bilećko jezero) je umělé jezero, které se nachází v nejjižnější části Republiky srbské a Bosny a Hercegoviny. Vzniklo výstavbou přehrady Graničarevo na řece Trebišnjica v roce 1968. Hráz jezera je vysoká 123 m a na vrcholu široká 439 metrů.
Jezero patří mezi největší svého typu na území Bosny a Hercegoviny. Je dlouhé 18 km a široké 3-4 km. Jeho plocha činí 33 km2, mění se v souvislosti s výškou hladiny, kterou ovlivňují klimatické rozdíly v průběhu každého roku. Před napuštěním jezera musela být vysídlena jedna vesnice, která následně byla zatopena, stejně tak byl zničen i pravoslavný klášter Kosijerevo. Největší hloubka jezera, které se rozkládá v nadmořské výšce 400 m, činí 100 m. 1 280 milionů m3.
U vesnice Orah dosahuje jezero největší šířky. Nachází se na něm jediný ostrov z pozůstatky kostela.
Západně kolem jezera vede silnice, která spojuje města Bileća a Trebinje. Jezero je v létě vhodné ke koupání, nenacházejí se zde ale téměř žádné turistické objekty a koupaliště. Na břehu jezera se nicméně nachází několik restaurací a hospod. Voda je průzračná až do hloubky 10 m